# Dplyr
dplyr是作为R语言中tidyverse的核心包之一，主要是一组函数，旨在以直观、用户友好的方式实现数据帧操作。数据分析师通常使用dplyr将现有数据集转换为更适合某些特定类型的分析或数据可视化的格式。例如寻求分析庞大数据集的人可能希望只查看较小的数据子集。同時用户可能希望重新排列数据，以便查看按某个数值排列的行，或者甚至基于来自原始数据集的值的组合。
dplyr主要由哈德利·威克漢姆（Hadley Wickham）撰写，于2014年推出。在dplyr网页上，该软件包被描述为“一种数据操作语法，提供一组一致的动词，帮助解决最常见的数据操作挑战。”